# مجموعة دلهيز
مجموعة دلهيز هي مجموعة دولية تأسست سنة 1867 ببلجيكا، وتعمل المجموعة ب11 دولة، وفي سنة 2016 اندمجت المجموعة مع الشركة الهولندية آهولد لتكون بذلك آهولد دلهيز.